# Сулејман Али Нашнуш
Сулејман Али Нашнуш (енгл. Suleiman Ali Nashnush; 1943 – 25. фебруара 1991) био је либијски кошаркаш и глумац. Он је један од највишијих људи у историји. Такође је и један од највиших кошаркаша икада и највиша особа у Либији икад. Био је висок 245 центиметара, иако је кошарку играо када је био висок 239 центиметара. Играо је за Либију.